# Bombers B-52
Bombers B-52 (también llamada en idioma inglés No Sleep Till Dawn y titulada en español Bombarderos B-52 en España y Espera angustiosa en México) es una película del año 1957, dirigida por Gordon Douglas y protagonizada por Natalie Wood, Karl Malden, Marsha Hunt y Efrem Zimbalist Jr. La película tiene un guion de Irving Wallace basado en una historia de Sam Rolfe. La producción corrió a cargo de Warner Bros.
Trata sobre un sargento de la Fuerza Aérea de los Estados Unidos, y sus dudas sobre continuar en el ejército o regresar a la vida civil con un empleo mejor pagado. También su previa animadversión con un piloto militar, que empieza a flirtear con su hija. Ambos militares están destinados en un nuevo modelo de bombardero, el B-52 Stratofortress, que en la vida real apenas llevaba dos años en servicio activo en el momento del estreno de la película.